# Kamilla Jensen
Kamilla Jensen (* 1972 oder 1973) ist eine ehemalige grönländische Handballspielerin.

## Leben und Karriere
Kamilla Jensen stand bei der Handball-Weltmeisterschaft 2001 im Kader der grönländischen Nationalmannschaft, die sich zum ersten und bislang einzigen Mal in der Geschichte für dieses Turnier qualifizieren konnte und dabei unter 24 teilnehmenden Mannschaften den letzten Platz belegte. Sie debütierte bereits am 27. Dezember 1998 bei der 16:37-Niederlage gegen Island für die Nationalmannschaft – im ersten Länderspiel der Grönländerinnen überhaupt. Jensen bestritt als einzige Spielerin neben Ella Grødem alle 16 Länderspiele des Landes bis zum Ende des Jahres 2001 und erzielte dabei 61 Treffer. Auf Vereinsebene spielte die Grönländerin zunächst für K-33 Qaqortoq, während ihrer Zeit als Nationalspielerin für GSS Nuuk und SAK Sisimiut.